# Keith Urban
Keith Lionel Urban, född 26 oktober 1967 i Whangarei, är en nyzeeländskfödd australisk-amerikansk countrysångare. Han är sedan 25 juni 2006 gift med skådespelaren Nicole Kidman.

## Diskografi
Studioalbum
- Keith Urban (1991)
- Keith Urban in The Ranch (1997)
- Keith Urban (1999)
- Golden Road (2002)
- Be Here (2004)
- Love, Pain & the Whole Crazy Thing (2006) med låten Everybody
- Defying Gravity (2009)
- Get Closer (2010)
- Fuse (2013)
- Ripcord (2016)

Samlingsalbum
- Days Go By (2005)
- Greatest Hits: 18 Kids (2007)
- iTunes Originals (2009)
- The Story So Far (2012)